# Philibert Charles de Pas de Feuquières
Pour les autres membres de la famille, voir Famille de Pas.
Philibert Charles de Pas de Feuquières (né en Artois en 1657, mort à Agde le 25 juillet 1726) est un ecclésiastique, évêque d'Agde de 1702 à 1726.

## Biographie
Philibert Charles est issu d'une famille de la noblesse militaire originaire du comté de Saint-Pol en Artois. Il est le 6e fils d'Isaac marquis de Feuquières et d'Anne-louise de Gramont. Il est baptisé à l'église Saint-Eustache de Paris le 24 juin 1657. Il fait ses études à l'université de Paris obtient sa licence (1682) puis son doctorat (1686) en théologie. Il est ordonné prêtre à Paris. Il est pourvu en commende de Saint-Pierre de Chalon-sur-Saône puis en 1691 de l'abbaye Notre-Dame de Cormeilles dans le diocèse de Lisieux. Vicaire-général de l'archidiocèse de Sens il échoue à obtenir le diocèse d'Angers puis le diocèse d'Alet en 1692.
Il est nommé évêque d'Agde en 1702 grâce à l'intercession de son oncle maternel le comte Philibert de Gramont auprès de Louis XIV de France . Il est confirmé le 31 juillet et consacré en juillet par l'archevêque de Sens. Au cours de son épiscopat il se montre un évêque rigide et proche des thèses jansénistes. Il meurt à Agde en juillet 1726.